# Vikarfjärden
Vikarfjärden är fjärd i Vårdö på Åland. Vikarfjärden ligger väster om ön Sandö och norr om Lövö på fasta Vårdö.
Vikarfjärden förbinder i norr till Simskälafjärden och i söder genom Sandö sund till Västra fjärden.